# 妄想姉妹〜文學という名のもとに〜
『妄想姉妹〜文學という名のもとに〜』（もうそうしまい ぶんがくというなのもとに）は、日本テレビの『サタデーTVラボ』枠で、2009年1月17日から3月28日まで放送されたテレビドラマ。
洋館に住む市川3姉妹が、亡くなった父の書斎で官能的な文学作品を見つけ、その作品を現代風にアレンジして自身に投影させていくという物語。毎回異なった文学作品が登場する。
吉瀬美智子はこの作品でテレビドラマ初主演となる。

## キャスト
- 市川晶子（長女、30歳）：吉瀬美智子
- 市川藤尾（次女、28歳）：紺野まひる
- 市川節子（三女、23歳）：高橋真唯
- 市川草太郎：田中哲司

### ゲスト
第1話
- 与謝野鉄幹：戸次重幸
- 女：星野あかり

第2話
- 小野：小林高鹿
- 宗近：チョウソンハ
- 小夜子：吉野汐理

第3話
- 作家：眞島秀和
- 医師：ヨシダ朝

第4話
- 高峰医学士：山中聡
- 看護婦長：阿南敦子

第5話
- 高村光太郎：髙橋洋

第6話
- 伊沢：松尾敏伸

第7話
- 格太郎：高橋和也

第8話
- 植木屋：栗原寛孝
- 伊藤先生：松尾英太郎

第9話
- 結城：長谷川博己
- 源七：三浦誠己

第10話
- 多襄丸：天野浩成
- 武弘：東根作寿英

第11話
- アヤコ：霧島れいか

## スタッフ
- 企画：森谷雄（アットムービー）
- 監督：永田琴、日向朝子、三島有紀子、石井かほり
- 脚本・構成：三浦有為子
- 音楽：NARASAKI
- 美術：加瀬豊
- プロデューサー：次屋尚（NTV）・森谷雄（アットムービー）
- 製作協力：アットムービー・クリエイティヴ
- 製作著作：D.N.ドリームパートナーズ・アミューズソフトエンタテインメント

## 主題歌
- 9mm Parabellum Bullet「Vampiregirl」（EMI Music Japan・Capitol Music）

## 放送日・作品・脚本・演出
| 各話   | 放送日        | 作品                                    | 脚本       | 演出       |
| ------ | ------------- | --------------------------------------- | ---------- | ---------- |
| 第1話  | 2009年1月17日 | 与謝野晶子「みだれ髪」                  | 三浦有為子 | 永田琴     |
| 第2話  | 2009年1月24日 | 夏目漱石「虞美人草」                    | 三浦有為子 | 永田琴     |
| 第3話  | 2009年1月31日 | 堀辰雄「風立ちぬ」                      | 三浦有為子 | 永田琴     |
| 第4話  | 2009年2月07日 | 泉鏡花「外科室」                        | 三浦有為子 | 日向朝子   |
| 第5話  | 2009年2月14日 | 高村光太郎「智恵子抄」                  | 三浦有為子 | 石井かほり |
| 第6話  | 2009年2月21日 | 坂口安吾「白痴」                        | 三浦有為子 | 永田琴     |
| 第7話  | 2009年2月28日 | 江戸川乱歩「お勢登場」                  | 三浦有為子 | 三島有紀子 |
| 第8話  | 2009年3月07日 | 太宰治「女生徒」                        | 三浦有為子 | 日向朝子   |
| 第9話  | 2009年3月14日 | 樋口一葉「にごりえ」                    | 三浦有為子 | 三島有紀子 |
| 第10話 | 2009年3月21日 | 芥川龍之介「藪の中」                    | 三浦有為子 | 永田琴     |
| 第11話 | 2009年3月28日 | 夢野久作「瓶詰地獄」 市川草太郎「白女」 | 三浦有為子 | 永田琴     |

- 最終話は、30分拡大にて放送（25:05 - 26:05）。
- 最終話の「白女」（市川草太郎）のみ、架空の文学作品である。